# Aérodrome Edgar Soumille
L'aérodrome Edgar Soumille (code OACI : LFNH) est un aérodrome du département de Vaucluse situé à Pernes-les-fontaines.

## Situation
L'aérodrome est situé à 4 km au nord-est de Pernes-les-fontaines et 5,5 km au sud-est de Carpentras.

## Infrastructures
L'aérodrome est doté de 2 pistes orientées 13/31 (QFU 132/312 ). Une piste avion de 1 200 m de long sur 20 m de large en dur d'une résistance de 5t et d'une piste planeur de 850 m de long sur 80 m de large en herbe (avec une bande en dur de 300 m par 10 m) située à gauche de la piste 31.
L'aérodrome n'a pas de balisage lumineux et n'est donc pas agréé pour le VFR de nuit.
Ravitaillement en AVGAS 100LL et UL91 possible. Il n'y a ni douanes, ni police, mais un SSLIA (Service de Sauvetage et de Lutte contre l'Incendie des Aéronefs sur les aérodromes) niveau 1.
Pas de service de contrôle, le trafic s'effectue sur la fréquence d'auto-information : 118.175 Mhz.
Le gestionnaire de l'aérodrome est : La Cove à Carpentras.
Pas de hangar pour les aéronefs de passage, ni d'atelier de réparation.

## Rattachements
Edgar Soumille est un petit aérodrome qui dépend du district aéronautique Provence et ne dispose pas de services de la DGAC. Pour l'information aéronautique, la préparation des vols et le dépôt des plans de vol, il est rattaché au BRIA (Bureau Régional d'Information aéronautique) de l'Aéroport Marseille Provence.
Pour le suivi des vols VFR avec plan de vol et pour le service d'alerte, l'aérodrome dépend du bureau des télécommunications et d'information en vol (BTIV) du Centre en route de la navigation aérienne Sud-Est d'Aix-en-Provence.

## Aéroclubs
Ils sont au nombre de quatre sur la plateforme de Carpentras:
- Aéroclub Du Comtat Venaissin
- Association vélivole de Carpentras
- Association des constructeurs amateurs de Vaucluse
- Association ULM de Carpentras